# Irene Philippaki-Warburton
Irene Philippaki-Warburton (* 1938 in Heraklion; † 28. August 2023), griechisch Ειρήνη Φιλιππάκη-Warburton, war eine griechisch-britische Neogräzistin und Professor of Modern Greek an der Universität Reading.

## Leben
Philippaki-Warburton besaß einen Abschluss in Englisch und Altphilologie von der Universität Athen wurde an der Indiana University in Sprachwissenschaft und Altphilologie promoviert. Sie arbeitete zur theoretischen und beschreibenden Sprachwissenschaft, zur Struktur des Neugriechischen und zur Geschichte der griechischen Sprache.
Philippaki-Warburton war Mitherausgeberin des Journal of Greek Linguistics.

## Schriften
Monographien
- The Verb in Modern Greek. Mouton, 1970.
- (mit Brian D. Joseph): Modern Greek. Croom Helm, 1987.
- Εισαγωγή στη θεωρητική γλωσσολογία. Nefeli, Athen, 1992.

Grammatiken
- (mit David Holton, Peter Mackridge): Greek. A comprehensive grammar of the modern language. Routledge, London 1997, books.google.de
  - Griechische Übersetzung: Γραμματική της ελληνικής γλώσσας. Übers. Vasilis Spyropoulos. Patakis, Athen 1999.
- (mit David Holton, Peter Mackridge): Greek. An essential grammar of the modern language. Routledge, London 2004, online lesen
  - Griechische Übersetzung: Βασική γραμματική της σύγχρονης ελληνικής γλώσσας. Übers. Michalis Georgiafentis. Patakis, Athen 2007.

Herausgeberschaften
- Brian D. Joseph, Geoffrey C. Horrocks, Irene Philippaki-Warburton (Hrsg.): Themes in Greek linguistics II. John Benjamins Publishing Company, Amsterdam 1998 (Amsterdam studies in the theory and history of linguistic science, Series IV: Current issues in linguistic theory, Band 159), books.google.de

Artikel
- Functional Categories and Modern Greek Syntax. In: G. Drachman, D. Theophanopoulou-Kontou (Hrsg.): The Linguistic Review, 15, 1998, S. 159–186.
- On the Boundaries of Inflection and Syntax. In: G. Booij, J. Van Marle (Hrsg.): The Yearbook of Morphology. Kluwer, 1999, S. 45–72.